# خانه هیولا
خانهٔ هیولا (به انگلیسی: Monster House) یک پویانمایی رایانه‌ای کمدی، ترسناک آمریکایی به کارگردانی جیل کنان است. مدیران اجرایی تولید این اثر، رابرت زمکیس و استیون اسپیلبرگ هستند. خانهٔ هیولا نامزد جایزه بهترین فیلم پویانمایی هفتاد و نهمین دوره جوایز اسکار بود که نهایتاً این جایزه به خوش‌قدم رسید.

## داستان
اوایل پاییز بود. در یک کوچهٔ آرام و زیبا، خانه‌هایی در همسایگی یکدیگر زندگی می‌کنند. صاحب خانه‌هایی مهربان نسبت به همدیگر؛ اما یکی از صاحب خانه‌ها با بقیه فرق داشت. او تنها و بداخلاق و البته ترسناک بود. او روی چمن‌هایش خیلی حساس بود و هر وسیله ای که روی چمن اش می‌رفت را خراب می‌کرد و با خود می‌برد و هر انسانی که وارد چمن اش می‌شد او را تنبیه می‌کرد. او یک نجیب زادهٔ پیر به اسم نبرکرکر بود. جلوی خانه نبکرکر، نوجوانی به اسم دی جی با پدر و مادرش زندگی می‌کرد. دی جی از همان اول به خانه و خود نبرکرکر شک داشت و به صورت مخفیانه و با یک دوربین شکاری کشیک او و کارهای مشکوک اش را می‌کشید. او می‌دید که نبرکرکر با خانه اش حرف می‌زد و حتی او را نوازش می‌کرد و می‌بوسید. اما وقتی به پدر و مادرش می‌گفت آنها حرف‌هایش را باور نمی‌کردند. او یک دوست صمیمی به اسم چائودر داشت که او هم از نبرکرکر می‌ترسید و به او مشکوک بود. چند روز قبل از هالووین پدر و مادر دی جی رفتند مسافرت و دی جی را به یک پرستار بچه به اسم الیزابت سپردند. در همین حال وقتی الیزابت هنوز از راه نرسیده بود، چائودر از راه رسید پیش دی جی و درخواست کرد با توپ بسكتبال جدیدش بازی کنند. اما در حین بازی توپ او وارد خانه نبرکرکر شد. نبرکرکر با خشم زیادی به سمت دی جی و چائودر آمد و در حین وارد کردن آسیب زدن به آنها سکته کرد. اورژانس آمد و او را با خود برد. دی جی و چائودر فکر می‌کردند که آنها قاتل نبرکرکر هستند. از بدو رفتن نبرکرکر خانه او شروع به فعالیت‌های عجیب کرد. او حرکت می‌کرد و تکان می‌خورد. الیزابت که از راه رسید، به دی جی گفت که او را زی صدا کند. او دوست پسرش باز را به خانه دعوت کرد ولی بعد از مشاجره ای با او، او را به بیرون انداخت. اما چند روز بعد دی جی و چائودر متوجه یک دختر در همسایگی اشان به اسم جنی می‌شوند. با ورود جنی آنها تصمیم می‌گیرند راز خانه نبرکرکر را بفهمند و متوجه اش شوند. آنها می‌فهمند همسر نبرکرکر به صورت اتفاقی در زیر بنای خانه دفن شده و روحش وارد خانه شده و با مرگ نبرکرکر زنده شده‌است. دی جی، چائودر، و جنی می‌فهمند که نبرکرکر هنوز نمرده‌است و او را به خانه اش نشان می‌دهند سپس خانه آرام می‌گیرد و باعث می‌شود روح همسر نبرکرکر آرام بگیرد. همچنین نبرکرکر اخلاق بدش را کنار می‌گذارد و تبدیل به فردی مهربان می‌شود. و با فرارسیدن شب هالووین ماجرا به اتمام می‌رسد.